# Thevenetimyia venosa
Thevenetimyia venosa är en tvåvingeart som först beskrevs av Jacques-Marie-Frangile Bigot 1892.  Thevenetimyia venosa ingår i släktet Thevenetimyia och familjen svävflugor. Inga underarter finns listade i Catalogue of Life.